# Sengoku Basara: Judge End
Sengoku Basara: Judge End (Nhật: 戦国BASARA Judge End Hepburn: Chiến Quốc Basara Judge End) là một bộ anime dài tập dựa trên tựa game Sengoku Basara nguyên gốc do Capcom tạo ra. Phim bắt đầu phát sóng vào ngày 6 tháng 7 năm 2014 trên NTV và kể phiên bản riêng của câu chuyện từ tựa game Sengoku Basara 3.
Không giống như các bộ anime chuyển thể trước đây (Sengoku Basara), sê-ri này được sản xuất bởi Nippon Television, VAP và Telecom Animation Film và do Sano Takashi đạo diễn, với Takahashi Natsuko đảm nhận khâu giám chế, Chiba Michinori thiết kế nhân vật và Tokuda Masahiro sáng tác nhạc.

## Phát triển
Ngày 19 tháng 1 năm 2014, sự kiện Sengoku Basara 4 Basara Matsuri 2014 tổ chức tại Nippon Seinenkan Great Hall, một dự án phim anime dài tập mới cho nhượng quyền thương mại Sengoku Basara của nó nằm trong các tác phẩm mà sau này được gọi là "Sengoku Basara: Judge End".

## Cốt truyện
Anime này bắt đầu với sự kiện Tokugawa Ieyasu phản bội và giết Toyotomi Hideyoshi. Một số nhóm bắt đầu hình thành các liên minh để chuẩn bị cho Trận quyết chiến Sekigahara sắp tới.

## Âm nhạc
Ca khúc mở đầu chủ đề là bài "Thunderclap" của Fear, and Loathing in Las Vegas và ca khúc kết thúc chủ đề là bài "Hokkyokusei ~Polaris~ (北極星～ポラリス～)" của Chiaki Ishikawa.

## Nhân vật
Tất cả các nhân vật trong bộ anime này ngoại trừ một nhân vật cũ xuất hiện từ sê-ri trước còn có thêm sự góp mặt của một số nhân vật mới đến từ những gia tộc khác.

### Gia tộc Date
Date Masamune (伊達 政宗 Y Đạt Chính Tông)
Lồng tiếng bởi: Nakai Kazuya (Tiếng Nhật); Robert McCollum (Tiếng Anh)
Katakura Kojūrō (片倉小十郎 Phiến Thương Tiểu Thập Lang)
Lồng tiếng bởi: Morikawa Toshiyuki (Tiếng Nhật); Travis Willingham (Tiếng Anh)

### Gia tộc Takeda
Sanada Yukimura (真田 幸村 Chân Điền Hạnh Thôn)
Lồng tiếng bởi: Hoshi Sōichirō (Tiếng Nhật); Johnny Yong Bosch (Tiếng Anh)
Takeda Shingen (武田 信玄 Vũ Điền Tín Huyền)
Lồng tiếng bởi: Genda Tessho (Tiếng Nhật); Christopher Ayres (Tiếng Anh)
Sarutobi Sasuke (猿飛 佐助 Viên Phi Tá Trợ)
Lồng tiếng bởi: Koyasu Takehito (Tiếng Nhật); Michael Sinterniklaas (Tiếng Anh)

### Gia tộc Tokugawa
Tokugawa Ieyasu (徳川家康 Đức Xuyên Gia Khang)
Lồng tiếng bởi: Okawa Toru (Tiếng Nhật); Liam O'Brien (Tiếng Anh)
Honda Tadakatsu (本多忠勝 Bản Đa Trung Thắng)
Sakai Tadatsugu (酒井忠次 Tửu Tỉnh Trung Thứ)
Lồng tiếng bởi: Nishikawa Takanori (Tiếng Nhật); Ian Sinclair (Tiếng Anh)

### Gia tộc Toyotomi
Toyotomi Hideyoshi (豊臣秀吉 Phong Thần Tú Cát)
Lồng tiếng bởi: Okiayu Ryōtarō (Tiếng Nhật); Christopher Sabat (Tiếng Anh)
Takenaka Hanbei (竹中半兵衛 Trúc Trung Bán Binh Vệ)
Lồng tiếng bởi: Ishida Akira (Tiếng Nhật); Chris Cason (Tiếng Anh)
Ishida Mitsunari (石田三成 Thạch Điền Tam Thành)
Lồng tiếng bởi: Seki Tomokazu (Tiếng Nhật); Troy Baker (Tiếng Anh)
Ōtani Yoshitsugu (大谷吉継 Đại Cốc Cát Kế)
Lồng tiếng bởi: Tachiki Fumihiko (Tiếng Nhật); Mark Stoddard (Tiếng Anh)

### Gia tộc Uesugi
Uesugi Kenshin (上杉 謙信 Thượng Sam Khiêm Tín)
Lồng tiếng bởi: Park Romi (Tiếng Nhật); Greg Ayres (Tiếng Anh)
Kasuga (かすが)
Lồng tiếng bởi: Kuwatani Natsuko (Tiếng Nhật); Stephanie Sheh (Tiếng Anh)

### Gia tộc Maeda
Matsu (まつ)
Lồng tiếng bởi: Kaida Yuko (Tiếng Nhật); Jamie Marchi (Tiếng Anh)
Maeda Toshiie (前田利家 Tiền Điền Lợi Gia)
Lồng tiếng bởi: Tsuboi Tomohiro (Tiếng Nhật); Chuck Huber (Tiếng Anh)

### Gia tộc Kobayakawa
Kobayakawa Hideaki (小早川秀秋 Tiểu Tảo Xuyên Tú Thu)
Lồng tiếng bởi: Fukuyama Jun (Tiếng Nhật); Tony Oliver (Tiếng Anh)
Tenkai (天海 Thiên Hải)
Lồng tiếng bởi: Hayami Sho (Tiếng Nhật); Vic Mignogna (Tiếng Anh)

### Gia tộc Hōjō
Hōjō Ujimasa (北条 氏政 Bắc Điều Thị Chính)
Lồng tiếng bởi: Miyazawa Tadashi (Tiếng Nhật); Sean Hennigan (Tiếng Anh)
Fūma Kotarō (風魔小太郎 Phong Ma Tiểu Thái Lang)

### Gia tộc Ōtomo
Ōtomo Sōrin (大友宗麟 Đại Hữu Tông Lân)
Lồng tiếng bởi: Noriaki Sugiyama]] (Tiếng Nhật); Brittney Karbowski (Tiếng Anh)
Tachibana Muneshige (立花宗茂 Lập Hoa Tông Mậu)
Lồng tiếng bởi: Tetsu Inada (Tiếng Nhật); Kyle Herbert (Tiếng Anh)

### Gia tộc khác
Mōri Motonari (毛利元就 Mao Lợi Nguyên Tựu)
Lồng tiếng bởi: Nakahara Shigeru (Tiếng Nhật); Sam Riegel (Tiếng Anh)
Isono Kazumasa (磯野員昌 Ky Dã Viên Xương)
Lồng tiếng bởi: Ueda Yōji (Tiếng Nhật)
Kuroda Kanbei (黒田官兵衛 Hắc Điền Quan Binh Vệ)
Lồng tiếng bởi: Koyama Rikiya (Tiếng Nhật); Richard Epcar (Tiếng Anh)
Chōsokabe Motochika (長宗我部元親 Trường Tông Ngã Bộ Nguyên Thân)
Lồng tiếng bởi: Ishino Ryuzo (Tiếng Nhật); Patrick Seitz (Tiếng Anh)
Imagawa Yoshimoto (今川義元 Kim Xuyên Nghĩa Nguyên)
Lồng tiếng bởi: Shioya Kozo (Tiếng Nhật); Barry Yandell (Tiếng Anh)
Fūma Kotarō (風魔小太郎 Phong Ma Tiểu Thái Lang)
Matsunaga Hisahide (松永久秀 Tùng Vĩnh Cửu Tú)
Lồng tiếng bởi: Fujiwara Keiji (Tiếng Nhật); Kent Williams (Tiếng Anh)
Oichi (お市)
Lồng tiếng bởi: Noto Mamiko (Tiếng Nhật); Laura Bailey (Tiếng Anh)
Saika Magoichi (雑賀孫市 Tạp Hạ Tôn Thị)
Lồng tiếng bởi: Ohara Sayaka (Tiếng Nhật); Karen Strassman (Tiếng Anh)
Shimazu Yoshihiro (島津義弘 Đảo Tân Nghĩa Hoằng)
Lồng tiếng bởi: Ogata Kenichi (Tiếng Nhật); R Bruce Elliott (Tiếng Anh)
Tsuruhime (鶴姫 Hạc Cơ)
Lồng tiếng bởi: Koshimizu Ami (Tiếng Nhật); Kat Steel (Tiếng Anh)

## Tập phim
| #  | Tên                              | Ngày công chiếu     |
| -- | -------------------------------- | ------------------- |
| 1  | "Rift" "Ketsubetsu" (決別)       | 5 tháng 7 năm 2014  |
| 2  | "Chaos" "Ranse" (乱世)           | 12 tháng 7 năm 2014 |
| 3  | "Alliances" "Doumei" (同盟)      | 19 tháng 7 năm 2014 |
| 4  | "Astray" "Meisou" (迷走)         | 27 tháng 7 năm 2014 |
| 5  | "Defeat" "Haiboku" (敗北)        | 2 tháng 8 năm 2014  |
| 6  | "Declarations" "Sengen" (宣言)   | 9 tháng 8 năm 2014  |
| 7  | "Darkness" "Ankoku" (闇黒)       | 16 tháng 8 năm 2014 |
| 8  | "Promise" "Yakusoku" (約束)      | 23 tháng 8 năm 2014 |
| 9  | "Sekigahara" (関ヶ原)            | 6 tháng 9 năm 2014  |
| 10 | "Life-and-Death" "Shitou" (死闘) | 13 tháng 9 năm 2014 |
| 11 | "Verdict" "Shinpan" (審判)       | 20 tháng 9 năm 2014 |
| 12 | "Guide" "Shirube" (標)           | 27 tháng 9 năm 2014 |